# Telmatobius degener
Espèce
Statut de conservation UICN

 DD  : Données insuffisantes
Telmatobius degener est une espèce d'amphibiens de la famille des Telmatobiidae.

## Répartition
Cette espèce est endémique de la région de La Libertad dans le nord de la cordillère Occidentale des Andes péruviennes. Elle se rencontre à environ 3 290 m d'altitude.

## Description
Telmatobius degener mesure en moyenne 49 mm pour les mâles et 50 mm pour les femelles.

## Étymologie
Son nom d'espèce, du latin degener, « dégénéré », lui a été donné en référence à sa petite taille et à ses spécificités ostéologiques vis-à-vis des autres membres du genre Telmatobius.

## Publication originale
- Wiens, 1993 : Systematics of the Leptodactylid frog genus Telmatobius in the Andes of northern Peru. Occasional Papers of the Museum of Natural History, University of Kansas, vol. 162, p. 1-76 (texte intégral).